# Gare de Saint-Claude
Gare de Saint-Claude vasútállomás Franciaországban, Saint-Claude településen.

## Vasútvonalak
Az állomást az alábbi vasútvonalak érintik:
- Andelot-en-Montagne–La Cluse-vasútvonal

## Kapcsolódó állomások
A vasútállomáshoz az alábbi állomások vannak a legközelebb:
- Gare de Morez
- Gare de Molinges